# Dolenja Lepa vas
Dolenja Lepa vas este o localitate din comuna Krško, Slovenia, cu o populație de 15 locuitori.